# پاریس ناکاجیما-فاران
پاریس ناکاجیما-فاران (انگلیسی: Paris Nakajima-Farran؛ زادهٔ ۱۱ اوت ۱۹۸۹) بازیکن فوتبال اهل کانادا است.
از باشگاه‌هایی که در آن بازی کرده‌است می‌توان به باشگاه چین جنوبی اشاره کرد.
وی همچنین در تیم ملی فوتبال Canada U20 بازی کرده‌است.